# 最長機場跑道列表
最长机场跑道列表列出世界上长度超过4,500（14,800英尺）的机场跑道。

## 铺面跑道
| 所属机场                          | 国家           | 经纬度                                          | 长度                | 海拔高度            |
| --------------------------------- | -------------- | ----------------------------------------------- | ------------------- | ------------------- |
| 昌都邦达机场                      | 中国           | 30°33′13″N 97°06′31″E / 30.55361°N 97.10861°E   | 4,500（14,764英尺） | 4,334（14,219英尺） |
| 拉缅斯科耶机场                    | 俄羅斯         | 55°33′20″N 38°08′42″E / 55.55556°N 38.14500°E   | 5,402（17,723英尺） | 115（377英尺）      |
| 哈米德·卡尔扎伊国际机场           | 阿富汗         | 34°33′56″N 69°12′39″E / 34.56556°N 69.21083°E   | 5,400（17,717英尺） | 1,791（5,876英尺）  |
| 伊斯特尔-勒图贝空军基地           | 法國           | 43°31′28″N 4°56′30″E / 43.52444°N 4.94167°E     | 5,000（16,404英尺） | 49（161英尺）       |
| 乌里扬诺夫斯克东方港机场          | 俄羅斯         | 54°24′04″N 48°48′10″E / 54.40111°N 48.80278°E   | 5,000（16,404英尺） | 77（253英尺）       |
| 日喀则和平机场                    | 中国           | 29°21′06″N 89°18′24″E / 29.35167°N 89.30667°E   | 5,000（16,404英尺） | 3,782（12,408英尺） |
| 巴西航空工业公司加维奥-培肖特机场 | 巴西           | 21°46′25″S 48°24′18″W / 21.77361°S 48.40500°W   | 4,967（16,296英尺） | 609（1,998英尺）    |
| 阿平顿机场                        | 南非           | 28°24′04″S 21°15′35″E / 28.40111°S 21.25972°E   | 4,900（16,076英尺） | 848（2,782英尺）    |
| 丹佛国际机场                      | 美国           | 39°51′42″N 104°40′23″W / 39.86167°N 104.67306°W | 4,877（16,001英尺） | 1,656（5,433英尺）  |
| 哈马德国际机场                    |                | 25°16′23″N 51°36′29″E / 25.27306°N 51.60806°E   | 4,850（15,912英尺） | 11（36英尺）        |
| 马德里-托雷洪机场                 | 西班牙         | 40°29′48″N 3°26′45″E / 40.49667°N 3.44583°E     | 4,818（15,807英尺） | 618（2,028英尺）    |
| 埃尔比勒国际机场                  | 伊拉克         | 36°14′15″N 43°57′47″E / 36.23750°N 43.96306°E   | 4,800（15,748英尺） | 415（1,362英尺）    |
| 哈拉雷国际机场                    | 辛巴威         | 17°55′54″S 31°05′34″E / 17.93167°S 31.09278°E   | 4,725（15,502英尺） | 1,490（4,888英尺）  |
| 博莱国际机场                      | 衣索比亞       | 08°58′40″N 38°47′58″E / 8.97778°N 38.79944°E    | 4,725（15,502英尺） | 2,334（7,657英尺）  |
| 恩吉利国际机场                    | 刚果民主共和国 | 04°23′08″S 15°26′40″E / 4.38556°S 15.44444°E    | 4,700（15,420英尺） | 313（1,027英尺）    |
| 万基国家公园机场                  | 辛巴威         | 18°37′48″S 27°01′16″E / 18.63000°S 27.02111°E   | 4,600（15,092英尺） | 1,080（3,543英尺）  |
| 南加利福尼亚后勤机场              | 美国           | 34°35′51″N 117°22′59″W / 34.59750°N 117.38306°W | 4,587（15,049英尺） | 879（2,884英尺）    |
| 爱德华兹空军基地                  | 美国           | 34°54′20″N 117°53′01″W / 34.90556°N 117.88361°W | 4,579（15,023英尺） | 704（2,310英尺）    |
| 多哈国际机场                      |                | 25°15′40″N 51°33′54″E / 25.26111°N 51.56500°E   | 4,572（15,000英尺） | 11（36英尺）        |
| 肯尼迪航天中心航天飞机着陆场      | 美国           | 28°36′54″N 80°41′40″W / 28.61500°N 80.69444°W   | 4,572（15,000英尺） | 2（7英尺）          |
| 范登堡空军基地                    | 美国           | 34°43′46″N 120°34′36″W / 34.72944°N 120.57667°W | 4,572（15,000英尺） | 112（367英尺）      |
| 霍齐亚·库塔科国际机场             | 纳米比亚       | 22°29′12″S 17°27′45″E / 22.48667°S 17.46250°E   | 4,532（14,869英尺） | 1,719（5,640英尺）  |
| 马克图姆国际机场                  | 阿联酋         | 24°53′10″N 55°10′20″E / 24.88611°N 55.17222°E   | 4,500（14,764英尺） | 19（62英尺）        |
| 阿拉木图国际机场                  |                | 43°21′07″N 77°02′26″E / 43.35194°N 77.04056°E   | 4,500（14,764英尺） | 681（2,234英尺）    |
| 姆马巴托国际机场                  | 南非           | 25°48′27″S 25°32′40″E / 25.80750°S 25.54444°E   | 4,500（14,764英尺） | 1,274（4,180英尺）  |
| 阿里昆莎机场                      | 中国           | 32°06′51″N 80°02′40″E / 32.11417°N 80.04444°E   | 4,500（14,764英尺） | 4,274（14,022英尺） |
| 昆明长水国际机场                  | 中国           | 25°05′39″N 102°56′04″E / 25.09417°N 102.93444°E | 4,500（14,764英尺） | 2,103（6,900英尺）  |

## 备注
1. ↑  该跑道还有长9,000英尺（2,743）的未铺面部分延伸至罗杰斯干湖（英语：Rogers Dry Lake）上，总长度达到24,024英尺（7,323）。